# Seph Lawless
Seph Lawless (né en 1978), est un photographe américain connu sous ce pseudonyme pour ses photos de lieux abandonnés et d'infrastructures urbaines ou rurales en déclin, à travers les États-Unis.

## Jeunesse
Seph Lawless est né à Cleveland dans l'Ohio, puis vit brièvement Détroit, dans le Michigan, avant de retourner à Cleveland, où il réside à partir de 2014,. Son père était un ouvrier de longue date de la Ford Motor Company ; à travers lui, Seph Lawless assiste à l'effondrement de l'industrie automobile américaine,.

## Carrière
En 2012 et 2013, Seph Lawless photographie des lieux symboles du déclin industriel dans la Ceinture de Rouille et dans le reste des États-Unis. Il réunit environ 3 000 images et 17 heures de séquences vidéo qu'il a utilisées dans son ouvrage Autopsy of America,,.
Par la suite, son ouvrage Black Friday: The Collapse of the American Shopping Mall où il rassemble des photos prises entre fin 2013 et avril 2014, documente la disparition d'anciens symboles du mercantilisme américain, en se concentrant sur les centres commerciaux abandonnés ou désaffectés,. Lawless photographie des centres commerciaux dans le Michigan et l'Ohio, en se concentrant sur le Rolling Acres Mall à Akron (Ohio), construit en 1975 et fermé en 2008, et le Randall Park Mall à North Randall (Ohio), le plus grand centre commercial au monde lors de son ouverture dans les années 1970, et qui a fermé en 2009,,.
En 2014, ses photographies ont été mises en avant sur CNNMoney. Il a également été interviewé par Greta Van Susteren sur Fox News. Il est nommé par Cleveland Magazine comme l'un des personnages les plus intéressants de l'année 2015.
En 2014, Lawless sort 13: An American Horror Story, avec des photos de bâtiments « fantomatiques » aux États-Unis,,. En 2016, le Huffington Post publie une correction à son article publié en 2014 sur le livre de Lawless, portant sur les « bâtiments fantômes », à cause d'erreurs dans les légendes de l'ouvrage.
En 2015, Le Guardian publie des photos de Lawless à l'occasion du dixième anniversaire du passage de l'Ouragan Katrina.
En 2015, Lawless publie son livre, Bizarro:The World's Most Hauntingly Beautiful Abandoned Theme Parks, comprenant des photographies de dix parcs à thèmes abandonnés aux États-Unis et en Allemagne,,.
Le 2 septembre 2016, Lawless apparaît dans le show Abandoned sur la chaîne Viceland, où il parle de ses images sur l'abandon de centres commerciaux,.
Lawless a été accusé de violation de propriété privée, pour ses photos publiées dans Black Friday. Cela a entraîné une enquête de la police de Cleveland, ainsi qu'une accusation de délit d'intrusion.

## Œuvres
- Black Friday: The Collapse of the American Shopping Mall[25]
- 13: An American Horror Story[26]
- The Last Lap: North Wilkesboro Speedway is losing a Race Against Time[27]
- The Trolley Tragedy of 1957[28],[29]
- Hauntingly Beautiful[30]
- Seasons in the Size of Days[31]
- The Prelude: The Deadliest City in America[32]
- The Variety Theater: The Night Motörhead Brought Down the House[33]
- Bizarro: The World's Most Hauntingly Beautiful Abandoned Theme Parks[34]

## Expositions
- Amerika Haus, Munich, 2014[35].
- Beachwood Bibliothèque, Beachwood, Ohio, 2014[35]
- Arkansas Festival Littéraire 2015[36],[37]